# Charles-François-Antoine Leroy
Charles-François-Antoine Leroy est un mathématicien français, né vers 1780, mort en 1854.
Il fut successivement maître de conférences à l’École normale, professeur suppléant de mécanique à la Faculté des sciences et professeur de géométrie à l’École polytechnique.

## Œuvres
Ses principaux ouvrages sont : 
- Analyse appliquée à la géométrie des trois dimensions (Paris, 1829, in-8°) ;
- Traité de géométrie descriptive (1842, 2 vol. in-4°) ;
- Traité de stéréotomie (1844).